# 윌리엄 호가스
윌리엄 호가스(William Hogarth, 1697년 11월 10일 - 1764년 10월 26일)는 로코코 시대의 영국의 화가이다.
영국은, 회화사에서 오랫동안 불모지이며, 르네상스 시대, 바로크 시대를 통해서 한스 홀바인, 안토니 반 다이크 등의 외국 출신의 화가를 제외하고, 눈여겨볼 화가는 없었다. 영국 화가에 의한, 영국 독자적인 양식을 가진 회화가 태어난 것은 18세기, 유럽 대륙에서는 로코코 미술이 전성기일 때였다. 호가스는 그러한 18세기의 영국 화단을 대표하는 국민적 화가이다.
그는 유명한 동판화가였으며, 중요한 미학 논문인 <미에 대한 분석>의 저자이기도 하다. 호가스는 대단한 인기를 끌었던 유쾌한 초상화가였을 뿐만 아니라, 새로운 주제를 창안해내기도 했다. 그것은 바로 ‘근대의 도덕적 주제’, 즉 사회풍자였다. 그는 교훈적 목적과 명랑하지만 통렬한 선동적 태도를 숨기지 않았다. 부패한 귀족들의 세계와 상류사회에 진입하고자 하는 꼴사나운 부르주아 출세주의자, 탐욕스런 성직자, 게으른 군인, 가난한 하류계층을 포함한 모든 사회계급의 관습을 날카롭게 비판하였다. 그의 그림들은 풍자화에 가까운 몸짓과 표정을 보여주는 등장인물들로 넘쳐나며, 상세한 서술적 세부묘사들로 인해 호가스 자신조차도 때때로 설명적인 글을 덧붙여야 할 필요성을 느꼈다.

## 생애
1697년 런던에 가난한 교사의 아들로서 태어났다. 은세공장의 제자, 판화가로서 밑바닥 생활을 보낸 후, 당시의 세태를 통렬하게 풍자한 연작 회화로 알려지게 된다. 그 중에서도 정략 결혼과 그 불행한 결말을 그린 《현대 결혼 풍조》 시리즈가 저명하다. 이 외에도 《창녀일대기》, 《방탕아 일대기》 등의 판화 연작이 서민에게 인기를 얻어, 풍자화의 아버지라고도 불렸다..

## 대표작
새우 파는 소녀 (1740년) (런던 국립 갤러리 (런던))
|  |  |

## 같이 보기
- 아우구스 시대